# San Diego Comic-Con International
Il San Diego Comic-Con International, comunemente conosciuto come Comic-Con o San Diego Comic-Con, è l'evento annuale dell'intrattenimento multi-genere e dei fumetti più grande del mondo, ed è dedicato al mondo delle arti, del cinema e dei fumetti. Fondata nel 1970, la convention ha luogo ogni anno nel periodo estivo, al San Diego Convention Center (San Diego, California), per la durata di quattro giorni.
Originariamente vetrina per fumetti, fantascienza e fantasy, nel corso degli anni il Comic-Con si è ampliato, includendo una vasta gamma di elementi appartenenti alla cultura pop, come anime, manga, giocattoli, fumetti online, romanzi fantasy, videogiochi, giochi di carte collezionabili, horror, animazione, e serie tv.
Il Comic-Con International organizza anche altre due convention, l'Alternative Press Expo e il WonderCon, che si svolgono entrambe a San Francisco. A partire dal 1974, durante la convention viene assegnato il premio Inkpot Award, consegnato a ospiti e a persone legate al settore, nonché a membri del consiglio di amministrazione del Comic-Con. Inoltre la convention è la sede dell'annuale Eisner Award.

## Storia
La prima convention è stata fondata nel 1970 da Shel Dorf, Richard Alf, Ken Krueger, Mike Towry, Barry Alfonso, Bob Sourk e Greg Bear. A metà degli anni '60 un appassionato di fumetti di nome Shel Dorf ha montato la Detroit Triple-Fan Fairs, una delle prime convention commerciali sui fumetti. Quando si è trasferito a San Diego, in California, nel 1970, ha organizzato una convention per la giornata del 21 marzo 1970, chiamata Golden State Comic-Minicon, «come sorta di grande convention che sperava di mettere in scena». Dorf ha continuato ad associarsi alla convention come presidente o manager, alternativamente, per anni fino a quando non si è allontanato dall'organizzazione. Alf ha co-presieduto la prima convention con Krueger e ne è diventato presidente nel 1971.
Dopo il primo incontro, la prima convention di fumetti di San Diego dalla durata di tre giorni, il Golden State Comic-Con, ha coinvolto trecento persone ed è stato ospitato al U.S. Grant Hotel dall'1 al 3 agosto 1970. Durante i primi anni le varie location della convention variavano tra l'El Cortez Hotel, l'Università della California e la Golden Hall, fino a quando si è trasferita ufficialmente al San Diego Convention Center nel 1991. Richard Alf, presidente nel 1971, ha notato che un fattore iniziale nella crescita del Comic-Con è stato uno sforzo «per espandere la base del comitato di Comic-Con con altri fandom come la Society for Creative Anachronism e la Mythopoeic Society». In un articolo riguardante le origini del Comic-Con, Rolling Stone ha notato il lavoro di Krueger, che ha gestito le prime questioni commerciali, per avere fatto il possibile ad affidare l'evento a un'organizzazione non a scopo di lucro. Verso la fine degli anni '70, il Comic-Con era una tra le più grandi convention di fumetti nel Nord America.
Secondo Forbes la convention è la «più grande del suo genere al mondo». Publishers Weekly ha affermato che: «Comic-Con International: San Diego è il più grande spettacolo del Nord America», ed è anche la più grande convention tenutasi a San Diego. La convention ha un impatto economico regionale annuale stimato di oltre $ 140 milioni. Eppure, nel 2009, l'impatto economico stimato è stato criticato presumibilmente per via dell'impatto negativo sulle imprese stagionali al di fuori del Comic-Con e per le basse stime di spesa individuali dei partecipanti.
Entro il 2018 il Comic-Con di San Diego vide una crescente concorrenza da parte di altre convention di fumetti presenti a New York e Washington, D.C.; questo lo spinse a competere per i partecipanti e le società in termini di tempo e budget.
La convention è organizzata da un panel di 13 membri del consiglio, da 16 a 20 lavoratori a tempo pieno e part-time, e da 80 volontari che assistono tramite comitati. Comic-Con International è un'organizzazione senza scopo di lucro e il ricavato dell'evento è destinato al finanziamento, così come l'Alternative Press Expo (APE) e il WonderCon. Il logo della convention è stato progettato da Richard Bruning e Josh Beatman nel 1995. Nel 2015, lavorando con Lionsgate, è stato creato un canale per ospitare contenuti correlati al Comic-Con. Nel 2015, attraverso una società a responsabilità limitata, Comic-Con International ha acquistato tre edifici in Barrio Logan. Nel 2018 Comic-Con International acquistò un ufficio di 2.700 metri quadrati nel quartiere di Little Italy, a San Diego.
Nel 2017 l'organizzazione ha acquisito un contratto di locazione dal Federal Building presente a Balboa Park, originariamente costruito per la California Pacific International Exposition e precedentemente occupato dalla San Diego Hall of Champions, con l'intenzione di aprire un museo Comic-Con. Entro l'ottobre 2017 l'organizzazione iniziò a assumere del personale per il museo. Quasi un anno dopo avere acquisito il contratto d'affitto, il museo non era ancora stato aperto. Durante il Comic-Con International 2018 si è scoperto che uno dei motivi per cui il museo non era stato ancora aperto era la necessità di ulteriori fondi. Gli organizzatori sperano di raccogliere 25 milioni di dollari con una data di apertura prevista tra il 2020 e 2021.
L'edizione 2020 è stata ufficialmente cancellata a causa della pandemia di COVID-19.

## Eventi
Il Comic-Con ospita una vasta superficie dedicata agli espositori, con stand riservati a case editrici, studi cinematografici, ed emittenti televisive, che possono presentare in anteprima i loro prodotti. Come la maggior parte dei convegni del fumetto il Comic-Con ha una zona riservata all'acquisto e al collezionismo di fumetti, e una zona autografi, dove gli artisti possono entrare in contatto con i loro fan. Alla convention vengono infatti organizzati seminari e workshop con professionisti del fumetto, e tra i tradizionali eventi del programma, vi sono una sala dedicata esclusivamente all'animazione giapponese e l'allestimento di incontri per discutere di tutti gli aspetti del fumetto e della cultura pop in generale.
Al Comic-Con vengono presentate molte anteprime di film imminenti, e inoltre si svolge il Comic-Con International Independent Film Festival, dove vengono presentati lungometraggi o cortometraggi che non hanno una distribuzione o faticano a trovarla.
Dal 2010 viene creata l'Action Hero Hall of Fame in collaborazione con il sito IGN. Questa Hall of Fame rappresenta un tributo agli attori d'azione più meritevoli e di successo nel mondo del cinema. Il primo a essere inserito nella Hall of Fame fu Sylvester Stallone nel 2010.